# Championnats du monde de biathlon 2017
Navigation
Oslo 2016 Östersund 2019
La 54e édition des Championnats du monde de biathlon, organisée par l'Union Internationale de Biathlon, se déroule du 9 au 19 février 2017 à Hochfilzen en Autriche. Elle est intégrée à la Coupe du monde de biathlon 2016-2017.
La ville a été désignée le 2 septembre 2012, l'autre ville candidate était Östersund en Suède. Hochfilzen accueille les championnats du monde de biathlon pour la quatrième fois après 1978, 1998 et 2005. Laura Dahlmeier y réalise un exploit exceptionnel en remportant cinq médailles d'or et une en argent sur les six épreuves au programme. Elle est la première biathlète de l'histoire à atteindre ce total. Martin Fourcade, pour sa part, monte sur cinq podiums et remporte la poursuite, son onzième titre mondial. De son côté Lowell Bailey, vainqueur de l'individuel avec un sans-faute, est le tout premier américain champion du monde de biathlon.

## Calendrier
| Heure | Horaire locale de l'épreuve (UTC +1) |

| Épreuves ou évènements               |                                    |    |         |         |         |    |    |         |         |         |         |         |  |  |
| M                                    | J                                  | V  | S       | D       | L       | M  | M  | J       | V       | S       | D       |         |  |  |
| 8                                    | 9                                  | 10 | 11      | 12      | 13      | 14 | 15 | 16      | 17      | 18      | 19      |         |  |  |
| Février 2017                         |                                    |    |         |         |         |    |    |         |         |         |         |         |  |  |
| Cérémonies d'ouverture et de clôture |                                    |    |         |         |         |    |    |         |         |         |         |         |  |  |
|                                      |                                    |    |         |         |         |    |    |         |         |         |         |         |  |  |
| Hommes                               |                                    |    |         |         |         |    |    |         |         |         |         |         |  |  |
| Individuel (20 km)                   |                                    |    |         |         |         |    |    |         | 14 h 30 |         |         |         |  |  |
| Sprint (10 km)                       |                                    |    |         | 14 h 45 |         |    |    |         |         |         |         |         |  |  |
| Poursuite (12,5 km)                  |                                    |    |         |         | 15 h 00 |    |    |         |         |         |         |         |  |  |
| Mass Start (15 km)                   |                                    |    |         |         |         |    |    |         |         |         |         | 14 h 45 |  |  |
| Relais (4 × 7,5 km)                  |                                    |    |         |         |         |    |    |         |         |         | 14 h 45 |         |  |  |
|                                      |                                    |    |         |         |         |    |    |         |         |         |         |         |  |  |
| Femmes                               |                                    |    |         |         |         |    |    |         |         |         |         |         |  |  |
| Individuel (15 km)                   |                                    |    |         |         |         |    |    | 14 h 30 |         |         |         |         |  |  |
| Sprint (7,5 km)                      |                                    |    | 14 h 45 |         |         |    |    |         |         |         |         |         |  |  |
| Poursuite (10 km)                    |                                    |    |         |         | 10 h 30 |    |    |         |         |         |         |         |  |  |
| Mass Start (12,5 km)                 |                                    |    |         |         |         |    |    |         |         |         |         | 11 h 30 |  |  |
| Relais (4 × 6 km)                    |                                    |    |         |         |         |    |    |         |         | 14 h 45 |         |         |  |  |
|                                      |                                    |    |         |         |         |    |    |         |         |         |         |         |  |  |
| Mixte                                | Relais (2 × 6 km F + 2 × 7,5 km H) |    | 14 h 45 |         |         |    |    |         |         |         |         |         |  |  |
|                                      |                                    |    |         |         |         |    |    |         |         |         |         |         |  |  |

## Tableau des médailles
- Pays organisateur (Autriche)

| Rang  | Nation      | Or | Argent | Bronze | Total |
| ----- | ----------- | -- | ------ | ------ | ----- |
| 1     | Allemagne   | 7  | 1      | 0      | 8     |
| 2     | France      | 1  | 2      | 4      | 7     |
| 3     | Tchéquie    | 1  | 2      | 1      | 4     |
| 4     | États-Unis  | 1  | 1      | 0      | 2     |
| 5     | Russie      | 1  | 0      | 1      | 2     |
| 6     | Norvège     | 0  | 3      | 1      | 4     |
| 7     | Biélorussie | 0  | 1      | 0      | 1     |
| 7     | Ukraine     | 0  | 1      | 0      | 1     |
| 9     | Autriche    | 0  | 0      | 2      | 2     |
| 10    | Italie      | 0  | 0      | 1      | 1     |
| 10    | Finlande    | 0  | 0      | 1      | 1     |
| Total | Total       | 11 | 11     | 11     | 33    |

## Athlètes multi-médaillés
| Rang | Athlète                | Or | Argent | Bronze | Total |
| ---- | ---------------------- | -- | ------ | ------ | ----- |
| 1    | Laura Dahlmeier        | 5  | 1      | 0      | 6     |
| 2    | Vanessa Hinz           | 2  | 0      | 0      | 2     |
| 2    | Simon Schempp          | 2  | 0      | 0      | 2     |
| 4    | Martin Fourcade        | 1  | 2      | 2      | 5     |
| 5    | Gabriela Koukalová     | 1  | 1      | 1      | 3     |
| 6    | Anton Shipulin         | 1  | 0      | 1      | 2     |
| 7    | Johannes Thingnes Bø   | 0  | 3      | 0      | 3     |
| 8    | Quentin Fillon Maillet | 0  | 2      | 0      | 2     |
| 9    | Anaïs Chevalier        | 0  | 1      | 2      | 3     |
| 10   | Marie Dorin-Habert     | 0  | 1      | 1      | 2     |
| 11   | Simon Eder             | 0  | 0      | 2      | 2     |

## Podiums

### Hommes
| Épreuves                              | Or                                                                       | Argent                                                                                      | Bronze                                                                            |
| ------------------------------------- | ------------------------------------------------------------------------ | ------------------------------------------------------------------------------------------- | --------------------------------------------------------------------------------- |
| Individuel 20 km résultats détaillés  | Lowell Bailey États-Unis                                                 | Ondřej Moravec Tchéquie                                                                     | Martin Fourcade France                                                            |
| Sprint 10 km résultats détaillés      | Benedikt Doll Allemagne                                                  | Johannes Thingnes Bø Norvège                                                                | Martin Fourcade France                                                            |
| Poursuite 12,5 km résultats détaillés | Martin Fourcade France                                                   | Johannes Thingnes Bø Norvège                                                                | Ole Einar Bjørndalen Norvège                                                      |
| Mass Start 15 km résultats détaillés  | Simon Schempp Allemagne                                                  | Johannes Thingnes Bø Norvège                                                                | Simon Eder Autriche                                                               |
| Relais 4 × 7,5 km résultats détaillés | Russie- Aleksey Volkov - Maxim Tsvetkov - Anton Babikov - Anton Shipulin | France- Jean-Guillaume Béatrix - Quentin Fillon Maillet - Simon Desthieux - Martin Fourcade | Autriche- Daniel Mesotitsch - Julian Eberhard - Simon Eder - Dominik Landertinger |

### Femmes
| Épreuves                               | Or                                                                                     | Argent                                                                              | Bronze                                                                          |
| -------------------------------------- | -------------------------------------------------------------------------------------- | ----------------------------------------------------------------------------------- | ------------------------------------------------------------------------------- |
| Individuel 15 km résultats détaillés   | Laura Dahlmeier Allemagne                                                              | Gabriela Koukalová Tchéquie                                                         | Alexia Runggaldier Italie                                                       |
| Sprint 7,5 km résultats détaillés      | Gabriela Koukalová Tchéquie                                                            | Laura Dahlmeier Allemagne                                                           | Anaïs Chevalier France                                                          |
| Poursuite 10 km résultats détaillés    | Laura Dahlmeier Allemagne                                                              | Darya Domracheva Biélorussie                                                        | Gabriela Koukalová Tchéquie                                                     |
| Mass Start 12,5 km résultats détaillés | Laura Dahlmeier Allemagne                                                              | Susan Dunklee États-Unis                                                            | Kaisa Mäkäräinen Finlande                                                       |
| Relais 4 × 6 km résultats détaillés    | Allemagne- Vanessa Hinz - Maren Hammerschmidt - Franziska Hildebrand - Laura Dahlmeier | Ukraine- Iryna Varvynets - Juliya Dzhyma - Anastasiya Merkushyna - Olena Pidhrushna | France- Anaïs Chevalier - Célia Aymonier - Justine Braisaz - Marie Dorin-Habert |

### Mixte
| Épreuves                                         | Or                                                                       | Argent                                                                                  | Bronze                                                                            |
| ------------------------------------------------ | ------------------------------------------------------------------------ | --------------------------------------------------------------------------------------- | --------------------------------------------------------------------------------- |
| Relais 2 × 6 km + 2 × 7,5 km résultats détaillés | Allemagne- Vanessa Hinz - Laura Dahlmeier - Arnd Peiffer - Simon Schempp | France- Anaïs Chevalier - Marie Dorin-Habert - Quentin Fillon Maillet - Martin Fourcade | Russie- Olga Podchufarova - Tatiana Akimova - Aleksandr Loguinov - Anton Shipulin |

## Résultats détaillés

### Hommes

#### Individuel (20 km)
| Rang               | Biathlète            | Minutes de pénalité | Résultat      | Retard         |
| ------------------ | -------------------- | ------------------- | ------------- | -------------- |
| Médaille d'or      | Lowell Bailey        | 0 + 0 + 0 + 0       | 48 min 7 s 4  | —              |
| Médaille d'argent  | Ondřej Moravec       | 0 + 0 + 0 + 0       | 48 min 10 s 7 | + 3 s 3        |
| Médaille de bronze | Martin Fourcade      | 1 + 0 + 1 + 0       | 48 min 28 s 6 | + 17 s 9       |
| 4                  | Erik Lesser          | 0 + 1 + 0 + 0       | 48 min 39 s 4 | + 28 s 7       |
| 5                  | Serhiy Semenov       | 0 + 0 + 1 + 0       | 48 min 46 s 0 | + 35 s 3       |
| 6                  | Michal Krčmář        | 0 + 0 + 0 + 0       | 48 min 51 s 0 | + 40 s 3       |
| 7                  | Anton Shipulin       | 2 + 0 + 0 + 0       | 48 min 51 s 3 | + 40 s 6       |
| 8                  | Johannes Thingnes Bø | 0 + 0 + 1 + 1       | 49 min 19 s 3 | + 1 min 8 s 6  |
| 9                  | Lars Helge Birkeland | 0 + 0 + 1 + 0       | 49 min 21 s 7 | + 1 min 11 s 0 |
| 10                 | Benjamin Weger       | 0 + 0 + 0 + 1       | 49 min 30 s 2 | + 1 min 19 s 5 |

#### Sprint (10 km)
| Rang               | Biathlète            | Temps         | Fautes | Retard   |
| ------------------ | -------------------- | ------------- | ------ | -------- |
| Médaille d'or      | Benedikt Doll        | 23 min 27 s 4 | 0 + 0  | —        |
| Médaille d'argent  | Johannes Thingnes Bø | 23 min 28 s 1 | 0 + 0  | + 0 s 7  |
| Médaille de bronze | Martin Fourcade      | 23 min 50 s 5 | 1 + 1  | + 23 s 1 |
| 4                  | Lowell Bailey        | 23 min 56 s 9 | 0 + 0  | + 29 s 5 |
| 5                  | Ondřej Moravec       | 23 min 58 s 1 | 0 + 1  | + 30 s 7 |
| 6                  | Krasimir Anev        | 24 min 0 s 9  | 0 + 0  | + 33 s 5 |
| 7                  | Julian Eberhard      | 24 min 2 s 7  | 1 + 1  | + 35 s 3 |
| 8                  | Ole Einar Bjørndalen | 24 min 5 s 8  | 0 + 1  | + 38 s 4 |
| 9                  | Simon Schempp        | 24 min 7 s 4  | 1 + 0  | + 40 s 0 |
| 10                 | Evgeniy Garanichev   | 24 min 12 s 5 | 1 + 0  | + 45 s 1 |

#### Poursuite (12,5 km)
| Rang               | Biathlète            | Temps         | Fautes        | Retard   |
| ------------------ | -------------------- | ------------- | ------------- | -------- |
| Médaille d'or      | Martin Fourcade      | 30 min 16 s 9 | 0 + 0 + 0 + 1 | —        |
| Médaille d'argent  | Johannes Thingnes Bø | 30 min 37 s 7 | 1 + 1 + 1 + 0 | + 22 s 8 |
| Médaille de bronze | Ole Einar Bjørndalen | 30 min 42 s 5 | 0 + 0 + 0 + 1 | + 25 s 8 |
| 4                  | Anton Shipulin       | 30 min 50 s 5 | 0 + 1 + 0 + 0 | + 33 s 6 |
| 5                  | Ondřej Moravec       | 30 min 50 s 9 | 0 + 0 + 1 + 1 | + 34 s 0 |
| 6                  | Lowell Bailey        | 30 min 51 s 6 | 0 + 0 + 1 + 0 | + 34 s 7 |
| 7                  | Krasimir Anev        | 30 min 55 s 2 | 0 + 0 + 0 + 1 | + 38 s 3 |
| 8                  | Julian Eberhard      | 31 min 7 s 0  | 1 + 1 + 0 + 1 | + 48 s 1 |
| 9                  | Tarjei Bø            | 31 min 11 s 2 | 1 + 0 + 0 + 1 | + 52 s 3 |
| 10                 | Simon Schempp        | 31 min 11 s 3 | 0 + 0 + 2 + 1 | + 52 s 4 |

#### Départ Groupé (15 km)
| Rang               | Biathlète            | Temps         | Fautes        | Retard   |
| ------------------ | -------------------- | ------------- | ------------- | -------- |
| Médaille d'or      | Simon Schempp        | 35 min 38 s 3 | 0 + 0 + 0 + 0 | —        |
| Médaille d'argent  | Johannes Thingnes Bø | 35 min 47 s 3 | 0 + 0 + 0 + 1 | + 9 s 0  |
| Médaille de bronze | Simon Eder           | 35 min 48 s 4 | 0 + 0 + 0 + 0 | + 10 s 1 |
| 4                  | Anton Shipulin       | 36 min 3 s 6  | 0 + 1 + 1 + 0 | + 25 s 3 |
| 5                  | Martin Fourcade      | 36 min 9 s 6  | 1 + 0 + 0 + 2 | + 31 s 3 |
| 6                  | Lowell Bailey        | 36 min 11 s 8 | 0 + 0 + 0 + 0 | + 33 s 5 |
| 7                  | Dominik Landertinger | 36 min 16 s 3 | 0 + 0 + 0 + 2 | + 38 s 0 |
| 8                  | Fredrik Lindström    | 36 min 18 s 0 | 0 + 0 + 1 + 0 | + 39 s 7 |
| 9                  | Benedikt Doll        | 36 min 21 s 2 | 0 + 0 + 2 + 0 | + 42 s 9 |
| 10                 | Arnd Peiffer         | 36 min 26 s 4 | 0 + 0 + 0 + 2 | + 46 s 1 |

#### Relais 4 x 7,5 km
| Rang               | Biathlètes                                                                           | Temps (par biathlète)                                                     | Pén. + Pioches (par biathlète) | Retard (par biathlète)                                                |
| ------------------ | ------------------------------------------------------------------------------------ | ------------------------------------------------------------------------- | ------------------------------ | --------------------------------------------------------------------- |
| Médaille d'or      | Russie Alexey Volkov Maxim Tsvetkov Anton Babikov Anton Shipulin                     | 1 h 14 min 15 s 0 18 min 49 s 2 18 min 35 s 0 18 min 57 s 7 17 min 53 s 1 | 0 + 3 0 + 2 0 + 0 0 + 1        | — +20 s 0 +8 s 7 —                                                    |
| Médaille d'argent  | France Jean-Guillaume Béatrix Quentin Fillon Maillet Simon Desthieux Martin Fourcade | 1 h 14 min 20 s 8 18 min 34 s 6 18 min 40 s 9 19 min 18 s 9 17 min 46 s 4 | 0 + 4 0 + 0 0 + 1 0 + 3 0 + 0  | + 5 s 8 +5 s 4 — +12 s 5 +5 s 8                                       |
| Médaille de bronze | Autriche Daniel Mesotitsch Julian Eberhard Simon Eder Dominik Landertinger           | 1 h 14 min 35 s 1 18 min 50 s 3 18 min 39 s 3 18 min 52 s 8 18 min 12 s 7 | 0 + 10 0 + 1 0 + 4 0 + 3 0 + 2 | + 20 s 1 +21 s 1 +14 s 1 +0 s 5 +20 s 1                               |
| 4                  | Allemagne Erik Lesser Benedikt Doll Arnd Peiffer Simon Schempp                       | 1 h 14 min 44 s 6 18 min 29 s 2 19 min 19 s 1 18 min 47 s 4 18 min 8 s 9  | 0 + 8 0 + 0 0 + 4 0 + 3 0 + 1  | + 29 s 6 — +32 s 8 +13 s 8 +29 s 6                                    |
| 5                  | Italie Lukas Hofer Dominik Windisch Giuseppe Montello Thomas Bormolini               | 1 h 15 min 45 s 8 18 min 48 s 8 18 min 27 s 1 19 min 37 s 6 18 min 52 s 3 | 0 + 5 0 + 2 0 + 0 0 + 1 0 + 2  | + 1 min 30 s 8 +19 s 6 +0 s 4 +31 s 6 +1 min 30 s 8                   |
| 6                  | Ukraine Artem Pryma Serhiy Semenov Vladimir Semakov Dmytro Pidruchnyi                | 1 h 15 min 56 s 3 18 min 43 s 1 18 min 40 s 3 19 min 29 s 6 19 min 3 s 3  | 0 + 10 0 + 1 0 + 0 0 + 3 0 + 6 | + 1 min 41 s 3 +13 s 9 +7 s 9 +31 s 1 +1 min 41 s 3                   |
| 7                  | États-Unis Lowell Bailey Leif Nordgren Tim Burke Sean Doherty                        | 1 h 16 min 5 s 5 18 min 41 s 6 18 min 51 s 6 19 min 49 s 9 18 min 42 s 4  | 0 + 8 0 + 1 0 + 4 0 + 2        | + 1 min 50 s 5 +12 s 4 +17 s 7 +1 min 1 s 2 +1 min 50 s 5             |
| 8                  | Norvège Ole Einar Bjørndalen Emil Hegle Svendsen Tarjei Bø Johannes Thingnes Bø      | 1 h 16 min 37 s 3 18 min 59 s 9 19 min 0 s 1 19 min 44 s 6 18 min 52 s 7  | 1 + 8 0 + 2 0 + 1 1 + 3 0 + 2  | + 2 min 22 s 3 +30 s 7 +44 s 5 +1 min 22 s 7 +2 min 22 s 3            |
| 9                  | Bulgarie Krasimir Anev Anton Sinapov Michail Kletcherov Vladimir Iliev               | 1 h 17 min 5 s 3 18 min 41 s 4 19 min 57 s 8 19 min 24 s 8 19 min 1 s 3   | 1 + 7 0 + 1 1 + 3 0 + 1 0 + 2  | + 2 min 50 s 3 +12 s 2 +1 min 23 s 7 +1 min 42 s 1 +2 min 50 s 3      |
| 10                 | Tchéquie Tomáš Krupčík Ondřej Moravec Michal Šlesingr Michal Krčmář                  | 1 h 17 min 25 s 0 19 min 59 s 8 19 min 6 s 3 19 min 16 s 4 19 min 2 s 5   | 1 + 15 1 + 4 0 + 2 0 + 5 0 + 4 | + 3 min 10 s 0 +1 min 30 s 6 +1 min 50 s 6 +2 min 0 s 6 +3 min 10 s 0 |

### Femmes

#### Individuel (15 km)
| Rang               | Biathlète            | Minutes de pénalité | Résultat      | Retard         |
| ------------------ | -------------------- | ------------------- | ------------- | -------------- |
| Médaille d'or      | Laura Dahlmeier      | 1 + 0 + 0 + 0       | 41 min 30 s 1 | —              |
| Médaille d'argent  | Gabriela Koukalová   | 1 + 0 + 0 + 0       | 41 min 54 s 8 | + 24 s 7       |
| Médaille de bronze | Alexia Runggaldier   | 0 + 0 + 0 + 0       | 43 min 15 s 7 | + 1 min 45 s 6 |
| 4                  | Mari Laukkanen       | 0 + 0 + 1 + 0       | 43 min 26 s 9 | + 1 min 56 s 8 |
| 5                  | Ekaterina Avvakumova | 0 + 0 + 0 + 0       | 43 min 33 s 7 | + 2 min 3 s 6  |
| 6                  | Susan Dunklee        | 1 + 0 + 0 + 1       | 43 min 36 s 9 | + 2 min 6 s 8  |
| 7                  | Maren Hammerschmidt  | 0 + 0 + 2 + 0       | 43 min 57 s 6 | + 2 min 27 s 5 |
| 8                  | Vanessa Hinz         | 0 + 1 + 0 + 1       | 44 min 15 s 6 | + 2 min 45 s 5 |
| 9                  | Juliya Dzhyma        | 0 + 0 + 1 + 1       | 44 min 16 s 2 | + 2 min 46 s 1 |
| 10                 | Olena Pidhrushna     | 1 + 0 + 0 + 1       | 44 min 24 s 7 | + 2 min 54 s 6 |

#### Sprint (7,5 km)
| Rang               | Biathlète             | Temps         | Fautes | Retard   |
| ------------------ | --------------------- | ------------- | ------ | -------- |
| Médaille d'or      | Gabriela Koukalová    | 19 min 12 s 6 | 0 + 0  | —        |
| Médaille d'argent  | Laura Dahlmeier       | 19 min 16 s 6 | 0 + 0  | + 4 s 0  |
| Médaille de bronze | Anaïs Chevalier       | 19 min 37 s 7 | 0 + 0  | + 25 s 1 |
| 4                  | Lisa Vittozzi         | 19 min 37 s 9 | 0 + 0  | + 25 s 3 |
| 5                  | Federica Sanfilippo   | 19 min 44 s 5 | 0 + 0  | + 31 s 9 |
| 6                  | Vanessa Hinz          | 19 min 50 s 5 | 0 + 0  | + 37 s 9 |
| 7                  | Marie Dorin-Habert    | 19 min 55 s 4 | 1 + 0  | + 42 s 8 |
| 8                  | Anastasiya Kuzmina    | 19 min 56 s 6 | 0 + 1  | + 44 s 0 |
| 9                  | Célia Aymonier        | 20 min 6 s 5  | 0 + 1  | + 53 s 9 |
| 10                 | Anastasiya Merkushyna | 20 min 7 s 9  | 0 + 0  | + 55 s 3 |

#### Poursuite (10 km)
| Rang               | Biathlète             | Temps         | Fautes        | Retard        |
| ------------------ | --------------------- | ------------- | ------------- | ------------- |
| Médaille d'or      | Laura Dahlmeier       | 28 min 2 s 3  | 1 + 0 + 0 + 0 | —             |
| Médaille d'argent  | Darya Domracheva      | 28 min 13 s 9 | 0 + 0 + 0 + 0 | + 11 s 6      |
| Médaille de bronze | Gabriela Koukalová    | 28 min 18 s 9 | 2 + 0 + 1 + 0 | + 16 s 6      |
| 4                  | Irina Starykh         | 28 min 38 s 2 | 0 + 0 + 0 + 0 | + 35 s 9      |
| 5                  | Justine Braisaz       | 28 min 38 s 4 | 0 + 1 + 0 + 0 | + 36 s 1      |
| 6                  | Marie Dorin-Habert    | 28 min 38 s 6 | 1 + 0 + 2 + 0 | + 36 s 3      |
| 7                  | Kaisa Mäkäräinen      | 28 min 39 s 5 | 0 + 0 + 0 + 1 | + 37 s 2      |
| 8                  | Anastasiya Merkushyna | 28 min 50 s 8 | 0 + 0 + 0 + 0 | + 48 s 5      |
| 9                  | Célia Aymonier        | 29 min 0 s 0  | 0 + 1 + 0 + 1 | + 57 s 7      |
| 10                 | Dorothea Wierer       | 29 min 5 s 2  | 1 + 0 + 2 + 0 | + 1 min 2 s 9 |

#### Départ Groupé (12,5 km)
| Rang               | Biathlète          | Temps         | Fautes        | Retard         |
| ------------------ | ------------------ | ------------- | ------------- | -------------- |
| Médaille d'or      | Laura Dahlmeier    | 33 min 13 s 8 | 0 + 0 + 0 + 0 | —              |
| Médaille d'argent  | Susan Dunklee      | 33 min 18 s 4 | 0 + 0 + 0 + 0 | + 4 s 6        |
| Médaille de bronze | Kaisa Mäkäräinen   | 33 min 33 s 9 | 1 + 0 + 0 + 0 | + 20 s 1       |
| 4                  | Gabriela Koukalová | 33 min 37 s 8 | 0 + 0 + 0 + 1 | + 24 s 0       |
| 5                  | Teja Gregorin      | 33 min 38 s 0 | 0 + 1 + 0 + 0 | + 24 s 2       |
| 6                  | Juliya Dzhyma      | 33 min 38 s 2 | 0 + 1 + 0 + 0 | + 24 s 4       |
| 7                  | Marie Dorin-Habert | 33 min 54 s 1 | 0 + 0 + 0 + 1 | + 40 s 3       |
| 8                  | Dorothea Wierer    | 34 min 19 s 4 | 0 + 0 + 1 + 1 | + 1 min 5 s 6  |
| 9                  | Alexia Runggaldier | 34 min 20 s 7 | 0 + 0 + 0 + 0 | + 1 min 6 s 9  |
| 10                 | Paulína Fialková   | 34 min 27 s 9 | 0 + 1 + 1 + 0 | + 1 min 14 s 1 |

#### Relais 4 x 6 km
| Rang               | Biathlètes                                                                      | Temps (par biathlète)                                                     | Pén. + Pioches (par biathlète) | Retard         |
| ------------------ | ------------------------------------------------------------------------------- | ------------------------------------------------------------------------- | ------------------------------ | -------------- |
| Médaille d'or      | Allemagne Vanessa Hinz Maren Hammerschmidt Franziska Hildebrand Laura Dahlmeier | 1 h 11 min 16 s 6 18 min 3 s 6 17 min 58 s 5 18 min 13 s 9 17 min 0 s 6   | 0 + 9 0 + 2 0 + 4 0 + 0 0 + 3  | —              |
| Médaille d'argent  | Ukraine Iryna Varvynets Juliya Dzhyma Anastasiya Merkushyna Olena Pidhrushna    | 1 h 11 min 23 s 0 18 min 25 s 3 17 min 56 s 5 18 min 3 s 9 16 min 57 s 3  | 0 + 4 0 + 1 0 + 2 0 + 1 0 + 0  | + 6 s 4        |
| Médaille de bronze | France Anaïs Chevalier Célia Aymonier Justine Braisaz Marie Dorin-Habert        | 1 h 11 min 24 s 7 17 min 53 s 0 18 min 31 s 8 18 min 14 s 9 16 min 45 s 0 | 0 + 7 0 + 1 0 + 3 0 + 0        | + 8 s 1        |
| 4                  | Tchéquie Jessica Jislová Eva Puskarčíková Veronika Vítková Gabriela Koukalová   | 1 h 11 min 30 s 6 18 min 31 s 3 17 min 56 s 0 18 min 17 s 6 16 min 45 s 7 | 0 + 6 0 + 0 0 + 2 0 + 4 0 + 0  | + 14 s 0       |
| 5                  | Italie Lisa Vittozzi Federica Sanfilippo Alexia Runggaldier Dorothea Wierer     | 1 h 11 min 53 s 1 18 min 0 s 5 17 min 55 s 6 18 min 49 s 30 17 min 7 s 7  | 0 + 6 0 + 1 0 + 3 0 + 1        | + 36 s 5       |
| 6                  | Suède Mona Brorsson Hanna Öberg Emma Nilsson Anna Magnusson                     | 1 h 12 min 37 s 0 18 min 36 s 6 17 min 58 s 6 18 min 30 s 1 17 min 31 s 7 | 0 + 7 0 + 2 0 + 1 0 + 2        | + 1 min 20 s 4 |
| 7                  | Pologne Magdalena Gwizdon Monika Hojnisz Kinga Mitoraj Krystyna Guzik           | 1 h 12 min 39 s 7 18 min 9 s 7 18 min 21 s 9 18 min 43 s 4 17 min 24 s 7  | 0 + 6 0 + 1 0 + 3 0 + 2 0 + 0  | + 1 min 23 s 1 |
| 8                  | Slovaquie Paulína Fialková Anastasiya Kuzmina Ivona Fialková Jana Gerekova      | 1 h 12 min 53 s 5 18 min 39 s 6 17 min 59 s 5 18 min 47 s 9 17 min 26 s 5 | 0 + 7 0 + 3 0 + 2 0 + 0        | + 1 min 36 s 9 |
| 9                  | Biélorussie Nadezhda Skardino Iryna Kryuko Nadzeya Pisareva Darya Domracheva    | 1 h 13 min 7 s 3 18 min 15 s 6 18 min 18 s 8 18 min 58 s 1 17 min 34 s 8  | 0 + 5 0 + 1 0 + 0 0 + 3 0 + 0  | + 1 min 50 s 7 |
| 10                 | Russie Olga Podchufarova Svetlana Sleptsova Irina Starykh Tatiana Akimova       | 1 h 13 min 32 s 1 18 min 23 s 2 18 min 36 s 2 17 min 44 s 2 18 min 48 s 5 | 1 + 8 0 + 2 0 + 0 1 + 4        | + 2 min 15 s 5 |

### Mixte

#### Relais 2 x 6 km + 2 x 7,5 km
| Rang               | Biathlètes                                                                       | Temps (par biathlète)                                                     | Pén. + Pioches (par biathlète) | Retard         |
| ------------------ | -------------------------------------------------------------------------------- | ------------------------------------------------------------------------- | ------------------------------ | -------------- |
| Médaille d'or      | Allemagne Vanessa Hinz Laura Dahlmeier Arnd Peiffer Simon Schempp                | 1 h 9 min 6 s 4 16 min 37 s 4 16 min 26 s 6 18 min 5 s 7 17 min 56 s 7    | 0 + 7 0 + 2 0 + 4 0 + 0 0 + 1  | —              |
| Médaille d'argent  | France Anaïs Chevalier Marie Dorin-Habert Quentin Fillon Maillet Martin Fourcade | 1 h 9 min 8 s 6 16 min 41 s 5 16 min 23 s 3 18 min 51 s 4 17 min 12 s 4   | 1 + 8 0 + 2 1 + 4 0 + 0        | + 2 s 2        |
| Médaille de bronze | Russie Olga Podchufarova Tatiana Akimova Aleksandr Loguinov Anton Shipulin       | 1 h 9 min 9 s 6 17 min 3 s 9 16 min 22 s 1 18 min 31 s 1 17 min 12 s 5    | 0 + 4 0 + 0 0 + 1 0 + 3 0 + 0  | + 3 s 2        |
| 4                  | Italie Lisa Vittozzi Dorothea Wierer Lukas Hofer Dominik Windisch                | 1 h 9 min 35 s 1 16 min 27 s 6 16 min 40 s 2 18 min 23 s 1 18 min 4 s 2   | 0 + 6 0 + 0 0 + 3 0 + 1 0 + 2  | + 28 s 7       |
| 5                  | Ukraine Olena Pidhrushna Juliya Dzhyma Serhiy Semenov Dmytro Pidruchnyi          | 1 h 9 min 42 s 0 17 min 6 s 6 16 min 33 s 3 18 min 26 s 4 17 min 35 s 7   | 0 + 8 0 + 4 0 + 1 0 + 3 0 + 0  | + 35 s 6       |
| 6                  | Suède Hanna Öberg Anna Magnusson Jesper Nelin Fredrik Lindström                  | 1 h 9 min 48 s 0 16 min 51 s 4 16 min 37 s 6 18 min 35 s 4 17 min 43 s 6  | 0 + 8 0 + 2 0 + 0 0 + 3        | + 41 s 6       |
| 7                  | Tchéquie Eva Puskarčíková Gabriela Koukalová Ondřej Moravec Michal Krčmář        | 1 h 9 min 48 s 3 17 min 37 s 9 16 min 7 s 9 18 min 11 s 8 17 min 50 s 7   | 2 + 9 2 + 3 0 + 1 0 + 2 0 + 3  | + 41 s 9       |
| 8                  | Norvège Marte Olsbu Tiril Eckhoff Johannes Thingnes Bø Emil Hegle Svendsen       | 1 h 9 min 52 s 6 16 min 29 s 4 17 min 17 s 1 18 min 31 s 9 17 min 50 s 7  | 2 + 10 0 + 1 1 + 5 1 + 3 0 + 1 | + 46 s 2       |
| 9                  | Autriche Lisa Theresa Hauser Fabienne Hartweger Simon Eder Dominik Landertinger  | 1 h 10 min 26 s 6 16 min 33 s 3 17 min 59 s 2 18 min 13 s 4 17 min 40 s 7 | 1 + 8 0 + 2 1 + 4 0 + 2 0 + 0  | + 1 min 20 s 2 |
| 10                 | Finlande Mari Laukkanen Kaisa Mäkäräinen Tuomas Grönman Olli Hiidensalo          | 1 h 10 min 45 s 3 16 min 36 s 6 16 min 46 s 5 18 min 55 s 0 18 min 27 s 2 | 0 + 9 0 + 2 0 + 4 0 + 1 0 + 2  | + 1 min 38 s 9 |